# Antiporus mcraeae
Antiporus mcraeae är en skalbaggsart som beskrevs av Watts och Pinder 2000. Antiporus mcraeae ingår i släktet Antiporus och familjen dykare. Inga underarter finns listade i Catalogue of Life.